# Bertholdus
Bertholdus is een heilige binnen de Rooms-Katholieke Kerk en  werd in 627 de vijfde bisschop van Kamerijk-Atrecht.
Zijn feestdag is op 13 oktober.